# Stubbekøbings kommun
Stubbekøbings kommun låg i Storstrøms amt i Danmark. Kommunen hade närmare 7 000 invånare (2004) och en yta på 156,41 km². Stubbekøbing var centralort.
Sedan 1 januari 2007 ingår kommunen i Guldborgsunds kommun.